# Лысомице (гмина)
Лысомице (пол. Łysomice) — сельская гмина (волость) в Польше, входит как административная единица в Торуньский повет, Куявско-Поморское воеводство. Население — 8220 человек (на 2004 год).

## Соседние гмины
1. Гмина Хелмжа
2. Гмина Ковалево-Поморске
3. Гмина Любич
4. Гмина Лубянка
5. Торунь
6. Гмина Злавесь-Велька